# Sooretamys angouya
El colilargo grande (Sooretamys angouya) es la única especie que integra el género roedor Sooretamys de la familia Cricetidae. Habita en el centro-este de Sudamérica.

## Taxonomía
Esta especie fue descrita originalmente en el año 1814 por el zoólogo Johann Fischer von Waldheim bajo el nombre de Oryzomys angouya.
En el año 2006 los zoólogos Marcelo Weksler, Alexandre Reis Percequillo y Robert S. Voss la trasladan a un género propio, es decir, monotípico, creando para ello Sooretamys.
Localidad tipo
La localidad tipo, designada por Musser y otros en base al lugar de captura del neotipo, es: “Paraje al este del río Paraguay, 2,7 km (por camino) al norte de San Antonio, departamento de Misiones, Paraguay”.

## Distribución geográfica
Es una especie endémica de las selvas del centro-este de Sudamérica, en el sudeste de Brasil (en los estados de: Espírito Santo, Río de Janeiro, São Paulo, Paraná, Santa Catarina y Río Grande del Sur), en el oriente del Paraguay y en el nordeste de la Argentina.

## Conservación
Esta es una especie común, aunque no es capturada en grandes números. Según la organización internacional dedicada a la conservación de los recursos naturales Unión Internacional para la Conservación de la Naturaleza (IUCN), al no poseer mayores peligros y vivir en muchas áreas protegidas, la clasificó como una especie bajo “preocupación menor” en su obra: Lista Roja de Especies Amenazadas.